# بهرام أباد (نقدة)
بهرام أباد هي قرية في مقاطعة نقدة، إيران. عدد سكان هذه القرية هو 150 في سنة 2006.